# Frondeur (torpilleur)
Pour les articles homonymes, voir Frondeur.
Le Frondeur est un torpilleur de la classe L'Adroit construit pour la marine française dans les années 1920.

## Conception et description
La classe L'Adroit était une version légèrement agrandie et améliorée de la classe Bourrasque précédente. Les navires avaient une longueur totale de 107,2 m, un maître-bau de 9,9 m et un tirant d'eau de 3,5 m. Les navires déplaçaient 1 380 t à charge standard et 2 000 t à pleine charge. Ils étaient propulsés par deux turbines à vapeur à engrenages, chacune entraînant un arbre d'hélice, utilisant la vapeur fournie par trois chaudière à trois tambours Du Temple. Les turbines d'une puissance de 31 000 ch, lui donnait une vitesse de 33 nœuds (61 km/h). Il embarquait 386 t de mazout, leur donnant un rayon d'action de 3 000 milles marins (5 556 km) à 15 nœuds (28 km/h).
L'armement principal se composait de quatre canons de 130 mm modèle 1924 en affût simple, une tourelle superposée à l'avant et à l'arrière de la superstructure. Leur armement anti-aérien se composait d'une paire de deux canons de 37 mm modèle 1925. Ils étaient également équipés de deux tubes lance-torpilles triples de 550 mm, une double rampe de grenades anti-sous-marine intégrée dans la poupe ; ceux-ci abritaient un total de seize charges de 200 kg. En outre, deux lanceurs de charge de profondeur furent ensuite installés pour un transport de six charges de 100 kg.

## Construction et carrière
Le Frondeur est mis sur cale le 9 novembre 1927, lancé le 20 juin 1929 et achevé le 20 octobre 1931.
Après que l' armistice de la France en juin 1940 pendant la Seconde Guerre mondiale, le Frondeur servit dans les forces navales vichystes. Il était basé à Casablanca, au Maroc français, lorsque les forces alliées attaquèrent l'Afrique du Nord française dans le cadre de l'opération Torch en novembre 1942. Lors des combats, le Frondeur fut coulé par les tirs des bâtiments de la marine américaine pendant la bataille navale de Casablanca.